# CHEMISTRY (음악 그룹)
케미스트리 (CHEMISTRY)는 도친 요시쿠니와 가와바타 가나메로 구성된 일본의 팝/R&B 음악 그룹이다.
TV 도쿄의 오디션 방송 《아사얀》에서 실시한 남성 보컬 오디션에서 뽑힌 두 사람으로 구성되어 있으며, 그룹 명은 두 사람의 목소리가 만들어 내는 ‘음악적 화학반응’에서 유래한 것이다.
2010년에는 한국 영화 《무적자》의 주제가 〈A Better Tomorrow〉를 한국어로 불렀으며, 11월에는 Mnet 아시안 뮤직 어워드에서 베스트 아시아 남자 그룹상을 수상했다.

## 구성원
- 도친 요시쿠니 (堂珍 嘉邦, 1978년 11월 17일생, 히로시마현 아키 타카타 시 출신)
- 가와바타 가나메 (川畑 要, 1979년 1월 28일생, 도쿄도 가쓰시카구 출신)

## 대표곡
- PIECES OF A DREAM
- POINT OF NO RETURN
- period
- superstar
- My Gift To You
- Wings of Words
- Two As One(크리스털 케이와 합작)
- 약속의 장소